# Nomada bohartorum
Nomada bohartorum är en biart som beskrevs av Moalif 1988. Nomada bohartorum ingår i släktet gökbin, och familjen långtungebin. Inga underarter finns listade i Catalogue of Life.